# Верецкеи, Акош
Акош Верецкеи (венг. Ákos Vereczkei; 26 августа 1977, Будапешт) — венгерский гребец-байдарочник, выступал за сборную Венгрии в конце 1990-х — начале 2010-х годов. Двукратный олимпийский чемпион, шестикратный чемпион мира, восемь раз чемпион Европы, победитель многих регат национального и международного значения.

## Биография
Акош Верецкеи родился 26 августа 1977 года в Будапеште. Активно заниматься греблей на байдарке начал в раннем детстве, в разное время проходил подготовку в будапештских спортивных клубах «Хонвед» и «Чепель».
Первого серьёзного успеха на взрослом международном уровне добился в 1997 году, когда попал в основной состав венгерской национальной сборной и сразу же стал чемпионом Европы и мира — в зачёте четырёхместных байдарок на дистанции 500 метров одержал победу на соревнованиях в болгарском Пловдиве и канадском Дартмуте. Год спустя на домашнем мировом первенстве в Сегеде вновь завоевал чемпионский титул, на сей раз в полукилометровой гонке одиночек. Ещё через год на аналогичном турнире в Милане выиграл три медали в трёх разных дисциплинах: золотую в одиночках на пятистах метрах, бронзовую в четвёрках на пятистах метрах, золотую в четвёрках на тысяче метрах. При этом на европейском первенстве в хорватском Загребе тоже поднимался на пьедестал почёта трижды: занял первое место в одиночках на километре, второе в двойках на километровой и полукилометровой дистанциях.
Будучи одним из лидеров гребной команды Венгрии, Верецкеи благополучно прошёл квалификацию на летние Олимпийские игры 2000 года в Сиднее. В составе четырёхместного экипажа, куда также вошли гребцы Габор Хорват, Золтан Каммерер и Ботонд Шторц, одолел всех соперников на километровой дистанции и завоевал тем самым золотую олимпийскую медаль. Кроме того, участвовал в зачёте одиночек на пятистах метрах и здесь тоже был близок к призовым позициям, в решающем заезде показал четвёртый результат.
В 2001 году Верецкеи побывал на чемпионате мира в польской Познани, откуда привёз награду золотого достоинства, выигранную в одиночках на пятистах метрах, одновременно с этим на европейском первенстве в Милане взял золото и серебро в одиночках на дистанциях 500 и 1000 метров соответственно. В следующем сезоне на мировом чемпионате в испанской Севилье стал бронзовым призёром в двойках на тысяче метрах, в то время как на первенстве континента в Сегеде был лучшим в одиночках на пятистах метрах. На чемпионате мира 2003 года в американском Гейнсвилле получил серебро в четвёрках на километровой дистанции, затем на следующем чемпионате Европы в Познани сделал золотой дубль в дисциплинах К-1 500 и К-4 1000. 
Добившись успеха на национальном уровне, в 2004 году отправился представлять страну на Олимпийских играх в Афинах, где повторил успех четырёхлетней давности, с теми же партнёрами в той же дисциплине вновь обогнал всех оппонентов и добавил в послужной список вторую олимпийскую медаль золотого достоинства. А в одиночках на пятистах метрах немного не дотянул до бронзовой медали, финишировал в финале пятым.
В 2006 году на чемпионате Европы в Познани Акош Верецкеи завоевал восьмую в своей карьере золотую награду, заняв первое место в одиночках на пятистах метрах. Год спустя на чемпионате мира в Сегеде выиграл золотую медаль в четвёрках на тысяче метрах, став таким образом шестикратным чемпионом мира. Ещё через год на европейском первенстве в испанской Понтеведре получил серебро в километровой гонке четырёхместных экипажей. Благодаря череде удачных выступлений удостоился права защищать честь страны на Олимпийских играх 2008 года в Пекине, но на сей раз попасть в число призёров не смог, показал шестой результат в одиночках на пятистах метрах и пятый в четвёрках на тысяче метрах.
Последним результативным сезоном для него получился сезоне 2010 года, когда в байдарках-двойках на дистанции 1000 метров он выиграл серебряные медали на чемпионате мира в Познани и на чемпионате Европы в Корвере. Вскоре после этих соревнований принял решение завершить карьеру профессионального спортсмена, уступив место в сборной молодым венгерским гребцам.
За выдающиеся спортивные достижения неоднократно удостаивался государственных наград и премий, в частности награждён командорским крестом ордена Заслуг (2004), офицерским крестом ордена Заслуг (2000).